# Walter Dornberger
 (novembre 2018).

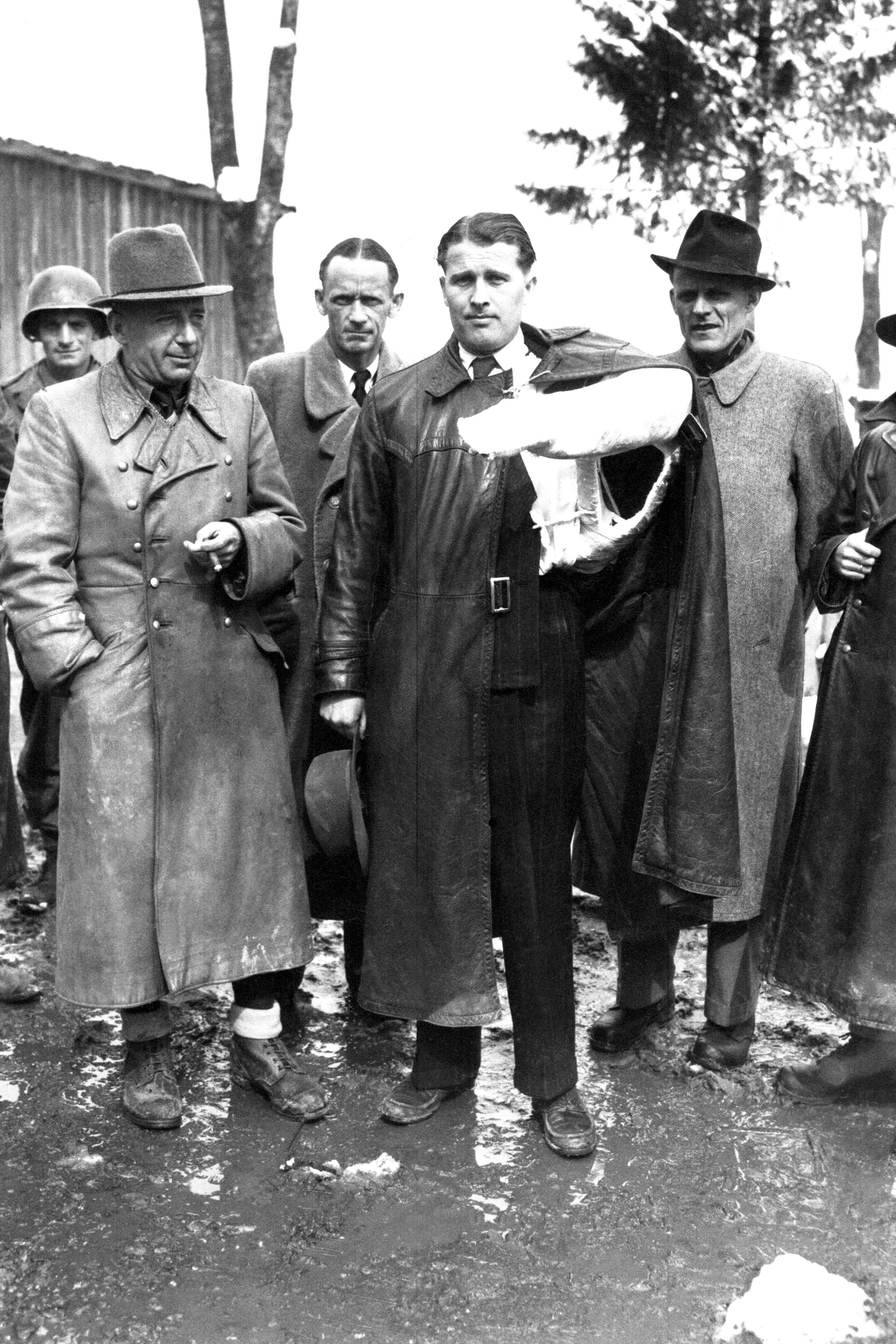
Dornberger (à gauche, avec le chapeau) et Wernher von Braun (avec le bras dans le plâtre), après s'être rendus aux Alliés en mai 1945.

Walter Dornberger est un ingénieur allemand, Generalmajor dans la Wehrmacht, né le 6 septembre 1895 à Giessen (Grand-duché de Hesse) et mort le 26 juin 1980 à Obersasbach (Allemagne).
À l’époque du Troisième Reich, il dirige les programmes de fusées et missiles allemands, qui ont notamment abouti au missile balistique baptisé V2. Après la guerre, il est d’abord emprisonné puis rejoint les États-Unis et travaille pour le complexe militaro-industriel américain.

## Biographie

### Première Guerre mondiale et entre-deux-guerres
En 1914 juste avant l'entrée en guerre Dornberger, âgé de 19 ans, est incorporé dans le 3e régiment d'artillerie à pied. Quatre ans plus tard, un mois avant l'armistice de 1918, il est capturé par les Français ; il est rapatrié en Allemagne en 1920, où il rejoint la nouvelle armée de la république de Weimar : la Reichswehr. Entre 1926 et 1931, il est détaché à l'université technique de Charlottenburg (Technischen Hochschule Charlottenburg), dans la banlieue de Berlin, où il étudie la physique.
En 1932, Dornberger se rapproche des membres du Verein für Raumschiffahrt (VfR), « l’Association pour les voyages dans l'espace », fondée par Johannes Winkler et Hermann Oberth. L'armée allemande est alors intéressée par le potentiel des armes développées à partir de fusées, car celles-ci ne figurent pas dans les restrictions ou interdictions du traité de Versailles, alors limitées aux armes lourdes. Dornberger accepte d'assister à un test d'une fusée développée par l'association. Le lancement de la fusée qui explose au décollage est un échec mais Dornberger est impressionné par les réalisations du groupe et notamment par le jeune Wernher von Braun. Dornberger propose aux membres de l'association un contrat pour travailler au développement d’armes secrètes pour le compte de l'armée. Le groupe décline l'offre, sauf von Braun qui accepte ainsi de travailler pour Dornberger.
Dornberger et von Braun travaillent ensemble sur une série de fusées toujours plus puissantes à la base d'artillerie de Kummersdorf. Dès 1937, ce terrain est trop petit pour les expériences qu'ils effectuent, aussi Dornberger demande et obtient un site de plus grande taille. Le centre de recherches de Peenemünde est retenu pour le développement de missiles balistiques.

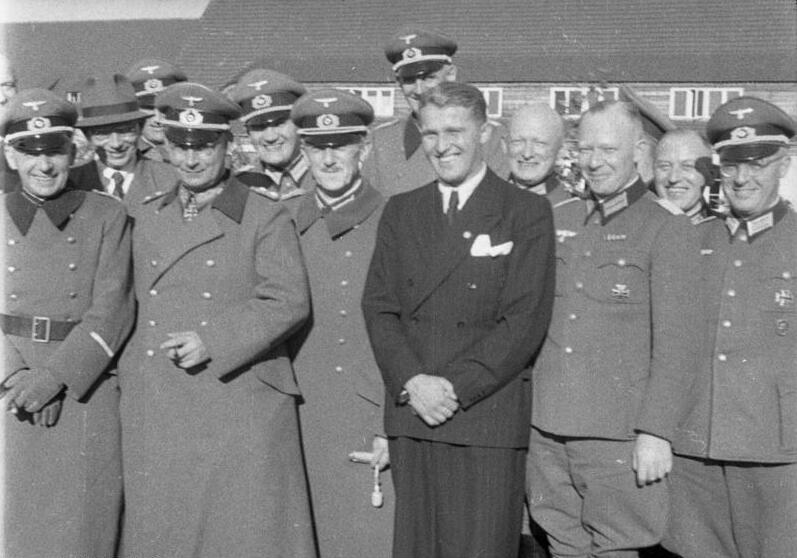
Peenemünde, mars 1941, de gauche à droite : Dornberger, Friedrich Olbricht, Heinz Brandt, Wernher von Braun (en civil).

### Seconde Guerre mondiale
C'est de Peenemünde que s'envole le premier V2 le 3 octobre 1942, selon Dornberger.
Dornberger reste à la tête du projet V2 jusqu'au mois d'août 1944 où celui-ci est directement rattaché à la direction des Combustibles solides. Heinrich Himmler juge Dornberger insuffisamment compétent pour mener le projet et le place sous l'autorité du général SS Hans Kammler. Comprenant la situation difficile de Dornberger, Albert Speer l'affecte lui et son personnel aux défenses anti-bombardiers en janvier 1945. Travaillant désormais pour la Luftwaffe, l'équipe de Dornberger utilise la technologie du V2 en développant le missile surface-air Wasserfall, mais ce projet est freiné par Kammler (avec l'appui de Hermann Göring), qui réintègre la plupart des techniciens de Dornberger dans le projet V2 en février 1945.
Estimant la défaite allemande inéluctable, Dornberger et von Braun quittent Peenemünde avec leur personnel. Ils se rendent alors aux troupes américaines (7e armée), le 2 mai 1945, échappant de ce fait au département 7 (le futur KGB).

### Après guerre
Dornberger est emprisonné en Grande-Bretagne pendant deux ans. Pendant son interrogatoire, il maintient qu'il n'avait jamais prévu que le V2 serait utilisé pour atteindre des cibles civiles, et que ceci s'était seulement produit après que la direction des Combustibles solides avait pris la direction du projet. Pour cette raison, Dornberger échappe à une condamnation en tant que criminel de guerre et est libéré.
Il émigre aux États-Unis peu après sa libération, et travaille durant trois ans pour l'Armée de l'air américaine pour le développement des missiles guidés. En 1950, il rejoint Bell Aircraft Corporation où il joue le rôle de conseiller principal pour le projet Boeing X-20 Dyna-Soar. À cette époque, il écrit l'histoire du projet V2 dans un ouvrage intitulé L'Arme secrète de Peenemünde. Il reste au service de Bell jusqu'à ses 70 ans, en 1965.
Après avoir pris sa retraite, Dornberger séjourne un temps au Mexique puis rentre en Allemagne où il meurt âgé de 84 ans dans le Bade-Wurtemberg.